# Roucheria calophylla
Roucheria calophylla är en linväxtart som beskrevs av Jules Émile Planchon. Roucheria calophylla ingår i släktet Roucheria och familjen linväxter. Inga underarter finns listade i Catalogue of Life.